# Rialb
|  | Per a altres significats, vegeu «Rialb (desambiguació)». |

Rialb, oficialment i impròpia Rialp, és una vila i municipi de la comarca del Pallars Sobirà.
Està situada just al sud de la meitat nord de la comarca, o bé al nord de la zona central, a prop i al nord de Sort. La vila és a la dreta de la Noguera Pallaresa, mentre que el terme comprèn la major part de la vall.
El 1969 fou unit al terme antic de Rialb el de Surp, per tal de formar el municipi actual, molt més extens que el primigeni.
L'església parroquial de Rialp, dedicada a la Mare de Déu de Valldeflors, és actualment seu d'una agrupació de parròquies; és una de les quatre localitats de la comarca amb capellà resident, i des d'on s'organitzen els serveis religiosos catòlics de les localitats dels entorns. D'aquesta parròquia depenen també les altres esglésies i capelles de la vila: la de Sant Cosme i Sant Damià, la de Santa Caterina, ara en ruïnes, i la de Sant Francesc de Paula.
El torrent de Sant Antoni desguassa per la dreta a la Noguera Pallaresa a la vila de Rialp. Actualment a Rialp hi han tres ponts sobre la Noguera Pallaresa. Al sud, el pont de les Vernedes (davant de la benzinera), al mig del carrer del Raval, a mà dreta, la passarel·la de vianants o pont de Santa Caterina i al nord, fora del nucli de Rialp i abans d'arribar a l'encreuament de la carretera de Beraní, Roní i Port Ainé, hi ha el pont de Pedra de l'antiga carretera C-147 i el de l'actual (ja no pont de pedra) de la C-13. Al barranc o torrent de Sant Antoni hi ha el pont de Sant Antoni (per on passa l'actual C-13, just a l'inici de l'avinguda Flora Cadena i al costat de l'hotel Condes del Pallars) i uns metres més amunt, el pont de Sant Isidre, que porta a Roca Roia i a la Vall d'Àssua. A primers de segle xx hi havia damunt de la Noguera Pallaresa l'anomenat pont de l'Horta que les fortes avingudes d'aigua (riuades) es van endur i mai més es tornà a refer. Així passà també amb el pont de Santa Caterina, fins que finalment i aprofitant unes pilastres de pedra i formigó ja construïdes a inicis del segle xx (1915-1920) per poder-hi fer un pont definitiu i què, amb l'arribada de la carretera mai es va acabar, es va poder bastir una passarel·la de fusta per a vianants ja en el segle xxi.

## Etimologia
Tal com estableixen tots els estudis filològics sobre el tema, Rialb, amb b final, és l'única forma justificable etimològicament, atès que Rialb ve del llatí Rivo Albo, que dona Riu Alb (riu blanc). Així ho demostren, per exemple, Joan Coromines, Josep Moran i Joan Anton Rabella o el mateix Institut d'Estudis Catalans.
Tanmateix, la insistència dels pobladors i dirigents d'aquesta vila ha fet prevaldre les raons de caràcter subjectiu, i volen mantenir el nom de la vila de la manera que era anomenat oficialment en les èpoques històriques en què la llengua catalana era exclosa de l'ús oficial, com, per exemple, tot el segle xviii després del Decret de Nova Planta o les dues dictadures del segle xx. Entre 1980 i 1989, tanmateix, fou acceptat el nom correcte, acabat amb b.

## Geografia
- Llista de topònims de Rialb (Orografia: muntanyes, serres, collades, indrets..; hidrografia: rius, fonts...; edificis: cases, masies, esglésies, etc).

Rialb es troba al centre de la comarca del Pallars Sobirà, sobretot a la vall principal de la Noguera Pallaresa, tot i que també ocupa una part de la Vall d'Àssua i, sobretot, la vall del Riu de Caregue, subsidiària de la Vall d'Àssua. També el vessant septentrional de la Torreta de l'Orri i les valls dels barrancs que s'hi formen, on hi ha l'Estació d'esquí de Port Ainé.
Termes municipals limítrofs:
| La Guingueta d'Àneu | Llavorsí  | Llavorsí  |
| Sort                |           | Llavorsí  |
| Sort                | Soriguera | Soriguera |

### Entitats de població
| Entitat de població | Habitants (2024) |
| Rialp               | 511              |
| Roní                | 64               |
| Surp                | 26               |
| Escàs               | 22               |
| Caregue             | 16               |
| Rodés               | 14               |
| Beraní              | 10               |
| Font: Idescat       |                  |

=== La vila de Rialb ===

#### Les cases de la vila[7]
| - Casa Alberto - Casa Anita - Casa Antònia - Casa Aron - Casalot de l'Aron - Casa Barrumba - Casalot de Barrumba - Casa Barrumbet - Casa Basili - Casa Baster - Casa la Batllessa - Casa Benet - Casa Benetó - Casa Boter - Casa Botiguet - Casa Cabana - Casa Camèlia - Casa Càndida - Casa Cardaire - Casa Cardosenc - Casa Caregana - Casa Carlesa - Casa Carlí - Casa Carlos - Casa Carrera - Casa la Casilla - Casa Cavaller (I) - Casa Cavaller (II) - Casa Cisquet del Narrador - Casa Costa | - Casa Damià - Casa Emmetzinat - Casa Esmolat - Casa Eulària - Casa Fatiga - Casa Feliu - Casa Fernandet - Casa Ferrer - Casa Ferrer de Jaumot - Casa Fideuer - Casa Folrat - Casa Fraret - Casa Fuster (I) - Casa Fuster (II) - Casa Gabriel - Casa Gall - Casa Gasset - Casa Gosset - Casa Jan - Casa Janet - Casa Janó - Casa Jantet - Casa Jaume del Sord - Casa Jaumot - Casa Jepet d'Antònia - Casa Jepetó - Casa Jepetó Real - Casa Joan Baró - Casa Joan de Damià - Casa Joan de la Cisca | - Casa Joan de Martí - Casa Joan de la Mercè - Casa Joan de Rei - Casa Josep de l'Ametginat - Casa Josepet - Casa Juliana - Casa Júlio Montaner - Casa Laron - Casa Llacai - Casa Llauner - Casa Lleó - Casa Llevot - Casa Lluís de l'Ermengol - Casa Lluïsa - Casa Lluquet - Casa Maïlla - Casa Marc - Casa Marieta - Casa Martí - Casa Martí del Corrier - Casa Maurissa - Casa Mestre Benet - Casa Miqueló - Casa la Mola - Casa Moliner - Casa Monner - Casa Montrosset - Casa Moret - Casa Mossèn Sança | - Casa Musiquet - Casa Paier - Casa Pastisser nou - Casa Pastisser vell - Casa Patata - Casa Patató - Casa Pau - Casa Pepa - Casa Pere - Casa Peret de l'Esteve - Casa Pericó - Casa Pona - Casa Potecari - Casa la Pubilla - Casa Quim - Casa Quimet - Casa Rabassa - Casa Ramon de Montardit - La Rectoria - Casa Ribot - Casa Rita (I) - Casa Rita (II) - Casa Roig Pastisser - Casa Ros - Casa Sabater - Casa Salvador - Casa Saviel - Casa Sec - Casa Secretari | - Casa Serrador - Casa Setjornades - Casa Simonet - Casa Sorreu - Casa del Sol - Casa Sort - Casa Tecla - Casa Teodoro - Casa Teresa de Jan - Casa Terrissaire - Casa Tomàs - Casa Ton de l'Aron - Casa Ton del Músic - Casa Toni - Casa Tonyets - Casa Tort - La Fàbrica del Tort - Casa Trenat - Casa Tureta - Casa Veler - Casa Verget - Casa Víctor - Casa Virós - Casa Vivatxó - Casa Xampaina - Casa Xampaineta - Casa Xavelí - Casa Xelana - Casa Zidret - Casa Zidro |

## Història

### Edat mitjana[calcitació]
La vila de Rialp té el seu origen en el castell enclavat en una eminència situada a la dreta del Noguera Pallaresa, des d'on es controlava el pas cap a la Vall d'Àssua i les valls de l'Alt Pallars. En un principi, era una torre o una avançada del castell de Surp, el terme del qual arribava fins a la Noguera i al riu de Sant Antoni.
La població, que havia estat closa, encara avui dia conserva l'arcada gòtica del Portal del Torrent de Sant Antoni, per on passava el camí ral de la Ribera (avui carrer del Mig) i una de les torres de defensa, la Torre de Virós, avui dia convertida en habitatge. El Carrer Major, seu d'un mercat comarcal d'importància, conserva cases porticades semblants a les existents en moltes poblacions catalanes que havien tingut mercat.
Pertanyent al Vescomtat de Castellbò, la vila de Rialb fou cap d'un dels seus cinc quarters, el de Rialb i Àssua. A finals del segle xv fou cap d'aquest quarter el capitost Joan Xiberri, el Marxicot, que s'havia distingit al servei del Comte de Foix en totes les conteses en què intervingué. Més tard, ja en època moderna, passà a lloc reial, com totes les possessions del Vescomtat de Castellbò.
Rialb havia estat també seu d'un priorat de l'orde dels Hospitalers, que depenia de la Comanda de Susterris.
Abans Rialb era un poble de menestrals (gent d'ofici): cadiraires, sastres, llauners, músics, basters, pagesos, fusters... Ha estat, al llarg de moltes dècades, la segona població de la comarca i, per tant, la quantitat de serveis que oferia era gran; per això existien tants oficis menestrals a la vila.

### Edat moderna
En el fogatge del 1553, Rialb declara 2 focs eclesiàstics i 40 de laics, uns 210 habitants.

### Edat contemporània
Pascual Madoz dedica un article del seu Diccionario geográfico... a Rialb (Rialp). Hi diu que és una vila amb ajuntament que comprèn els pobles de Roní i Beraní, a més del terme rural de San Poni. Està situada en un petit pla a la dreta de la Noguera Pallaresa, dominat de muntanyes molt altes. El clima hi és temperat, però domina sobretot el vent del nord; s'hi pateixen inflamacions i pulmonies. Tenia en aquell moment 50 cases, incloses les de la Casa de la Vila i la presó. Té escola de nens, concorreguda per uns 40 alumnes. L'església parroquial de Santa Maria del Valle de Flores té com a annexos les de Vilamur i Embonui, i està servida per un rector ordinari de la diòcesi i un vicari, que resideix a Vilamur. A prop del poble hi ha diverses fonts, i té una ermita, dedicada a Sant Joan Ante-Portam-Latinam, situada en el cim d'una muntanya. Les terres són en general fluixes, pedregoses i la major part muntanyoses. S'hi collia sègol, blat, ordi, fenc, nous, patates, ametlles, pomes, peres, prunes, cireres i algunes figues. S'hi criaven vacum i ovelles. Hi havia molta caça de conills, llebres i perdius i s'hi pescaven truites. Hi havia una mica d'indústria: un teler, una serradors i alguns batans. Comptava amb 45 veïns de cadastre (caps de casa) i 391 ànimes (habitants).
Avui dia, l'activitat principal és el turisme, tant a l'hivern (Estació d'esquí Port Ainé) com a la resta de l'any amb diverses activitats, com per exemple les activitats d'aigües braves a la Noguera Pallaresa I el senderisme. Això ha portat una gran transformació a Rialb i a la comarca en general.

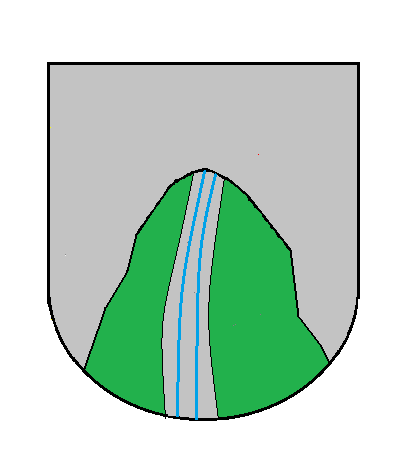
Escut municipal antic de Rialb

## L'ajuntament

### Els alcaldes
- Josep Tomàs Castellarnau (1972 - 1979)

- Josep Mesegué i Utgé (1979 - 1980)
- Francisco Vidal Baró (1980 - 1980)
- Josep Maria Galí i Vidal (1980 - 1983)
- Josep Mesegué i Utgé (1983 - 2003)
- Maria Pilar Tomàs i Chavalí (2003 - 2007)
- Gerard Sabarich i Fernández-Coto (2007 - actualitat)

### Legislatura2011-2015
| Candidatura | Candidatura | Cap de llista                    | Vots | Regidors | % vots |
| ----------- | ----------- | -------------------------------- | ---- | -------- | ------ |
|             | CiU         | Gerard Sabarich i Fernández-Coto | 285  | 7        | 85,84  |
| Total       | Total       | 345                              | 345  | 7        |        |

Legislatura 2023 - 2028
Junts: 6 regidors (73,9% dels vots)
Fem-ERC: 1 regidor (19,88% dels vots)
Participació del 67,5%.

## Activitat econòmica[calcitació]
Antigament, l'economia de Rialp es basava en l'agricultura i la ramaderia, inclosa l'explotació de la fusta dels nombrosos boscos del terme. En l'actualitat, sense abandonar la cria de bestiar, sobretot boví i porcí, una part important se sustenta en el turisme. D'una banda, les pistes de l'Estació d'esquí de Port Ainé i tots els serveis que comporta. D'altra banda, l'acreditat Hotel Comtes del Pallars. Com a indústries d'arrel més tradicional es pot esmentar la Central hidroelèctrica de Sant Antoni i la serradora Sebastià, indústries de la Fusta, que, de fet, continua una de les activitats més tradicionals de la vila.

## Llocs d'interès[calcitació]

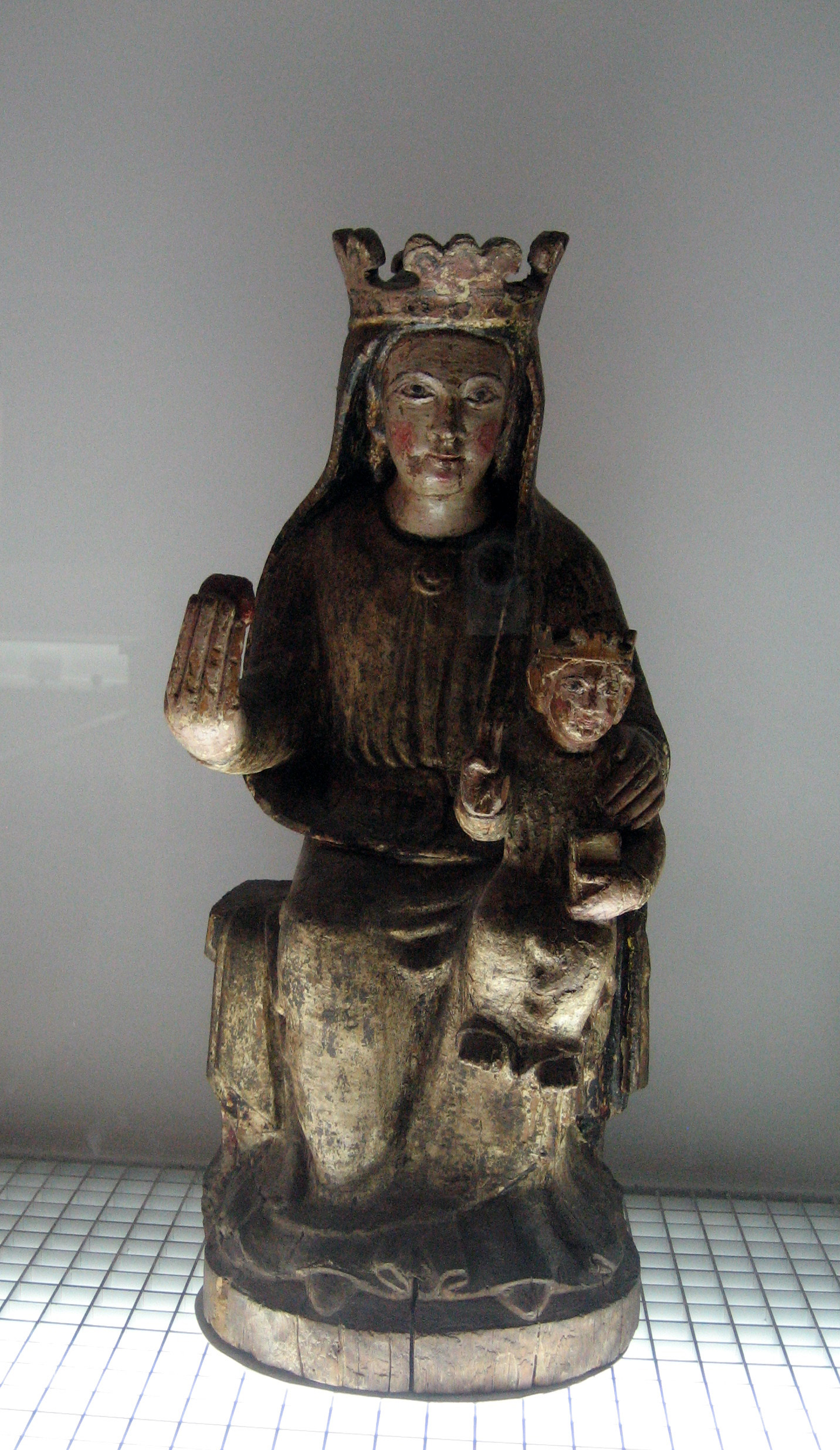
Mare de Déu de la Muntanya de Caregue conservada al Museu Diocesà d'Urgell

'Cal visitar' el 'carrer del Mig' amb les seves porxades, el Raval, el 'castell' des d'on es té una vista general de la vila closa (actualment en fase de consolidació i adequació), l'Església de Ntra. Senyora de Valldeflors, la petita església dels 'Sants Patrons Cosme i Damià'. A més, es pot gaudir d'uns fabulosos itineraris de senderisme pels antics camins del municipi, com poden ser els camins que ens porten a la Vall d'Àssua, al Parc Nacional d'AigüesTortes i Estany de Sant Maurici i els camins que ens porten al Parc Natural de l'Alt Prineu, (com pot ser el camí de la Canerilla).
S'ha de destacar l'Església de Surp (St. Iscle i Sta. Victòria) d'estil romànic llombard. El retaule, les imatges i les pintures de l'església es troben al Museu Diocesà d'Urgell (La Seu d'Urgell), al Museu Nacional d'Art de Catalunya i a l'Art Museum de la ciutat de Toledo (Ohio) (EUA). Actualment es troba en fase de recuperació i manteniment.

## Demografia del municipi de Rialb
| 1497 f | 1515 f | 1553 f | 1717 | 1787 | 1857  | 1877  | 1887  | 1900 | 1910 |
| ------ | ------ | ------ | ---- | ---- | ----- | ----- | ----- | ---- | ---- |
| 29     | 53     | 86     | 597  | 843  | 1.273 | 1.123 | 1.065 | 890  | 801  |

| 1920  | 1930 | 1940 | 1950 | 1960 | 1970 | 1981 | 1990 | 1992 | 1994 |
| ----- | ---- | ---- | ---- | ---- | ---- | ---- | ---- | ---- | ---- |
| 1.035 | 929  | 740  | 595  | 754  | 656  | 375  | 466  | 452  | 452  |

| 1996 | 1998 | 2000 | 2002 | 2004 | 2006 | 2008 | 2010 | 2012 | 2014 |
| ---- | ---- | ---- | ---- | ---- | ---- | ---- | ---- | ---- | ---- |
| 527  | 535  | 517  | 554  | 612  | 649  | 656  | 654  | 680  | 667  |

| 2016 | 2018 | 2020 | 2022 | 2024 | 2026 | 2028 | 2030 | 2032 | 2034 |
| ---- | ---- | ---- | ---- | ---- | ---- | ---- | ---- | ---- | ---- |
| 669  | 663  | 641  | 675  | 664  | -    | -    | -    | -    | -    |

El 1857 incorpora Beraní i Roní; i el 1970, Surp, al qual s'havia unit el 1857 Caregue, Escàs i Rodés.

## Demografia de la vila de Rialb[10]
| 1857 | 1888 | 1900 | 1910 | 1920 | 1930 | 1940 | 1950 | 1960 | 1970 | 1981 | 1991 | 2000 | 2002 | 2004 | 2006 | 2008 | 2010 | 2011 |
| ---- | ---- | ---- | ---- | ---- | ---- | ---- | ---- | ---- | ---- | ---- | ---- | ---- | ---- | ---- | ---- | ---- | ---- | ---- |
| 519  | 408  | 336  | 619  | 432  | 355  | 327  | 259  | 400  | 452  | 2779 | 341  | 394  | 418  | 464  | 493  | 484  | 482  | 497  |

## Fills i filles il·lustres
- Ramon Bertran i Nat (1855-1936): mestre i delegat a l'Assemblea de Manresa (1892).
- Joan Lluís i Pallarès (1912 - 1999), pastor i escriptor, folclorista.
- Joan Xiberri, conegut com a "Matxicot". Capità, procurador general de Marquesado i veguer del Vescomtat de Castellbó.
- Flora Cadena Senallé, empresària catalana